# マインド・ビルディング
マインド・ビルディング （英語：mind building）とは、仕事や生活の中で成果を上げる / パフォーマンスを発揮するためのキーポイントである「マインドのもちかた（＝頭の使い方）」を鍛えて向上させる過程のことである。

## 概要
- マインド・ビルディングは、頭（心）に浮かぶ思考や感情などの精神活動を適切にコントロールして、自分の目標 / ゴール / 夢 / ビジョンの実現に近づく事を目指す。共通の体系や様式は確立しておらず、発案者が独自の経験や研究を元に、様々な形で実践やレッスン提供されている。例えば、メディテーション（冥想）や座禅、思考法 / 発想法のセミナー、脳波をモニターしながらの集中やリラックスのトレーニングなどである[2]。

## 他の名称
- 「マインド＝頭（脳）」の発想の立場であるので、より直接的にブレイン・ビルディング（Brain Building）と表現するものもいる[3]。
- 他にも、マインド・フィットネス（Mind Fitness）[4]など。

## 詳細
マインドビルディングにおいて重視されている事項として9つがあげる者もいる。
1. ダイアローグ (Dialogue)
2. 信頼の基盤 (Secure Base)
3. 対極性 (Polarity)
4. ビジュアル化 (Visualization)
5. 五感と直感 (Inuition)
6. 数多くの体験 (Memory/Knowledge)
7. 事前の心構え (Rehearsal)
8. とらわれない心 (Cognitive Bias)
9. 自信と信念 (Belief)